# Ali Baş
Ali Baş (* 30. Juni 1976 in Ahlen) ist ein deutscher Politiker (Bündnis 90/Die Grünen). Er war vom 18. März 2013 bis zum 31. Mai 2017 Mitglied im Nordrhein-Westfälischen Landtag. Er ist Gründungsmitglied und im Beirat der Alhambra-Gesellschaft.

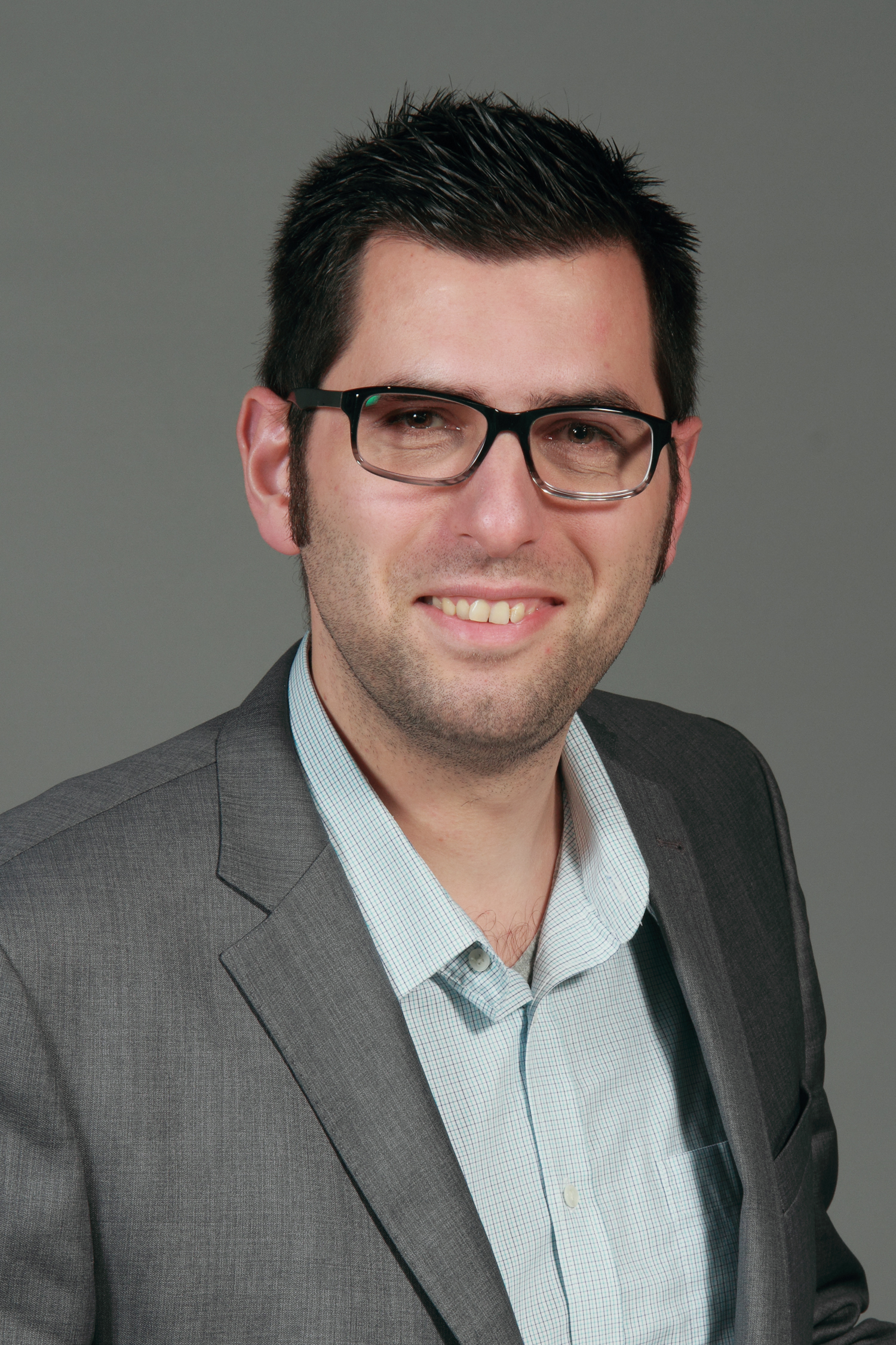
Ali Baş (2012)

## Leben
Baş stammt aus einer deutsch-türkischen Arbeiterfamilie und ist der älteste von fünf Söhnen. 1996 machte Baş Abitur am Städtischen Gymnasium Ahlen und studierte anschließend bis 2004 an der Westfälischen Wilhelms-Universität in Münster Englisch und Sozialwissenschaften auf Lehramt (Sekundarstufe I und II). Während dieser Zeit war er mehrmals Mitglied im Studierendenparlament, des Senats und des Allgemeinen Studierendenausschusses der Universität und Mitbegründer der Demokratischen Internationalen Liste, einer Hochschulgruppe, die die demokratische Mitbestimmung ausländischer Studierender in den Gremien der Studierendenschaft fördert. 2005 war er als studentischer Redakteur beim Semesterspiegel tätig. 2007 beendete er sein Referendariat und arbeitete bis 2013 als Lehrer für Englisch und Sozialwissenschaften an einem Berufskolleg. Neben seiner Lehrtätigkeit promoviert er an der Westfälischen Wilhelms-Universität und leitete dort Seminare zum Thema „Muslimische Jugendliche in Deutschland“. Von 2009 bis 2014 war Baş Mitglied im Integrationsrat der Stadt Ahlen.

## Partei
Baş ist seit 2002 Mitglied der Partei Die Grünen. Zwischen 2007 und 2013 war er Sprecher der Grünen im Kreis Warendorf. Dem Vorstand des Kreisverbandes gehört er seit 2017 wieder an. 2007 gründete er den Arbeitskreis Grüne Muslime NRW (seit 2016: Landesarbeitsgemeinschaft Grüne Muslim*innen) mit, den ersten Zusammenschluss von grünen und grünnahen muslimischen Politikerinnen und Politikern in Deutschland, deren Sprecher er seitdem ist. Von 2009 bis 2014 war er Mitglied des Kreistages Warendorf und stellvertretender Fraktionssprecher. Bei der Landtagswahl in Nordrhein-Westfalen 2010 war Baş auf Listenplatz 28, bei der Landtagswahl 2012 auf Platz 32 platziert. Bei beiden Wahlen trat er im Landtagswahlkreis Warendorf II an. Am 18. März 2013 zog er für die ausscheidende Barbara Steffens in den 16. Landtag Nordrhein-Westfalen ein. Im Landtag war er Mitglied im Petitionsausschuss, im Ausschuss für Schule und Weiterbildung, im Ausschuss für Wissenschaft und Innovation, im Haushaltskontrollausschuss und in der Vollzugskommission. Darüber hinaus war Baş auch stellvertretendes Mitglied im Ausschuss für Integration. In der Fraktion war er Sprecher für Berufliche Bildung, Lehrerbildung, Haushaltskontrolle und für den interreligiösen Dialog mit den Glaubensgemeinschaften. Im Dezember 2016 wurde Ali Baş von seiner Fraktion als Mitglied der 16. Bundesversammlung zur Wahl des 12. Bundespräsidenten nominiert.
Bei der Landesdelegiertenkonferenz der GRÜNEN NRW am 24. September 2016 wurde Ali Baş auf den Listenplatz 34 zur Landtagswahl 2017 gewählt, konnte aber bei der Landtagswahl in Nordrhein-Westfalen 2017 kein neues Mandat als Landtagsabgeordneter erringen.

## Positionen
Baş setzt sich für den Dialog mit den verschiedenen Glaubensgemeinschaften ein und befürwortet den islamischen Religionsunterricht in deutscher Sprache durch universitär ausgebildete Lehrkräfte als einen wichtigen Baustein der Prävention gegen religiöse Radikalisierung. Daneben fordert er verstärkte Maßnahmen gegen den zunehmenden antimuslimischen Rassismus und gegen Antisemitismus. Hier müsse auch die politische Bildung und das zivilgesellschaftliche Engagement weiter gestärkt werden.
Baş sah in der Aufhebung des Kopftuchverbotes für Lehrerinnen an Schulen in Nordrhein-Westfalen ein Signal gegen die Benachteiligung muslimischer Frauen auf dem Arbeitsmarkt. Er kritisierte vor dem Hintergrund der "Imam-Spitzelaffäre" das Krisenmanagement des größten deutschen Moscheeverbandes DITIB und den stärker zunehmenden Einfluss Ankaras auf die rund 900 Gemeinden. Die Vorfälle um aggressive Anti-Weihnachts-Postings einzelner Gemeinden in den sozialen Netzwerken bezeichnete Baş als erschreckend und als Gegenteil von Öffnung. Sie seien auch ein Rückschlag für diejenigen Gemeinden, die sich im interreligiösen Dialog schon länger einbringen würden.